# Limésy
Limésy település Franciaországban, Seine-Maritime megyében. Lakosainak száma 1521 fő (2022. január 1.). Limésy Auzouville-l’Esneval, Cideville, Émanville, Mesnil-Panneville, Pavilly, Sainte-Austreberthe és Saussay községekkel határos.

## Népesség
A település népességének változása:
| Lakosok száma | 1473 | 1486 | 1556 | 1523 | 1510 | 1496 | 1483 | 1471 | 1521 |
|               | 2013 | 2015 | 2016 | 2017 | 2018 | 2019 | 2020 | 2021 | 2022 |